# Jacques Hubert
Pour les articles homonymes, voir Hubert.
Jacques Hubert est un homme politique belge wallon né le 1er avril 1940 à Charleroi et mort dans la même ville le 24 juin 2000.  Membre du Front National, il fut député wallon de 1995 à 2000. Il rejoint plus tard le Front nouveau de Belgique[réf. souhaitée].

## Biographie
Avant de s'engager en politique, Jacques Hubert est ingénieur-technicien en travaux publics.
De 1983 à 1987, il part enseigner au Burundi. Il rentre ensuite en Belgique, devenant professeur dans l'enseignement technique dans la région de Charleroi. 
Il est élu député wallon et pour la Communauté française en 1995 via les listes du Front National. En 1996, il rejoint le PCN. En 1999,il fonde avec son épouse son propre parti Le FNB-P qui sera présent au scrutin électorale de 1999.
N'ayant pas obtenu de voie afin d'avoir un élu, il décide d'arrêter la politique. Quelque mois plus tard, un cancer du pancréas lui est diagnostiqué, il en décédera quelques mois plus tard. 
Il décède le 24 juin 2000.

## Carrière politique
- conseiller communal de Charleroi (1995-2000)
- député wallon (1995-1999)